# Niek Ketting
Nicolaas Guus (Niek) Ketting (Rotterdam, 24 oktober 1938) is een Nederlands politicus en bestuurder. Hij was 12 jaar lang lid van de Eerste Kamer der Staten-Generaal.
Na het doorlopen van de H.B.S. in Rotterdam begon Ketting in 1956 aan de Technische Hogeschool Delft aan de studie weg- en waterbouw, die hij in 1963 succesvol afrondde. Na het vervullen van zijn dienstplicht (eerste luitenant onderzoeker bij het adviesbureau der genie) werd hij procuratiehouder in 1965. In 1971 werd hij divisiedirecteur bij Meneba, en in 1977 voorzitter van de groepsdirectie bij Nolte Installatie Groep. In 1981 stapte hij over naar het Gemeentelijk Energiebedrijf Amsterdam, waar hij tot 1985 directeur zou blijven. Hij zou de jaren erna actief blijven in de energiesector, eerst als directievoorzitter bij de Samenwerkende Elektriciteitsproductiebedrijven (SEP, 1985 - 1998), later als president bij Eurelectric (1995 - 1998).
Vanaf de jaren 1980 heeft Ketting ook diverse nevenfuncties vervuld in raden van commissarissen en besturen bij andere bedrijven en organisaties met een link met de energiesector zoals KEMA, de AER en ECN, maar ook bij enkele andere bedrijven.
In 1995 werd Ketting namens de VVD in de Eerste Kamer gekozen, waar hij nog tweemaal zou worden herkozen, waarvan in 2003 met voorkeurstemmen. In de Kamer hield hij zich vooral bezig met milieubeheer, economische zaken en financiën.
Tussen 1998 en 2013 was Ketting voorzitter van de Commissie voor de milieueffectrapportage.
In 1994 werd Ketting onderscheiden als ridder in de Orde van de Nederlandse Leeuw, in 2003 tevens in de Orde van Oranje-Nassau.

## Bron
- De informatie op deze pagina, of een eerdere versie daarvan, is geheel of gedeeltelijk afkomstig van www.parlement.com.  Overname was tot 1 februari 2016 toegestaan met bronvermelding.

- Parlement.com: vg09llpwqbze